# Klinckowstroemiidae
Famille
Les Klinckowstroemiidae sont une famille d'acariens Antennophorina qui regroupe une vingtaine d'espèces décrites rangées en quatre genres.

## Liste des genres
- Antennurella Berlese, 1903 (synonyme Eufedrizzia Sellnick, 1938) - deux espèces
- Klinckowstroemia Trägårdh, 1937 - quatorze espèces
- Klinckowstroemiella Türk, 1951 - deux espèces
- Similantennurella Rosario, 1988 - deux espèces